# Norrvikens station

Norrviken är en station på Stockholms pendeltågsnät, Märstagrenen, belägen 16,9 km från Stockholm C i kommundelen Norrviken inom Sollentuna kommun. Den har en mittplattform med biljetthall i södra änden och entré från en gångtunnel. Stationen har cirka 2 000 påstigande per dygn (2015).

## Historik
Stationen byggdes ursprungligen som en lokaltågshållplats på dåvarande Norra stambanan (som numera ingår i Ostkustbanan) efter ett avtal mellan SJ och AB Norrvikens Villastad. Stationen togs i bruk den 1 maj 1907. 
Det byggdes ett stationshus i rött tegel 1955, vilket senare revs 1993 i samband med Ostkustbanans utbyggnad till fyra spår.

## Galleri

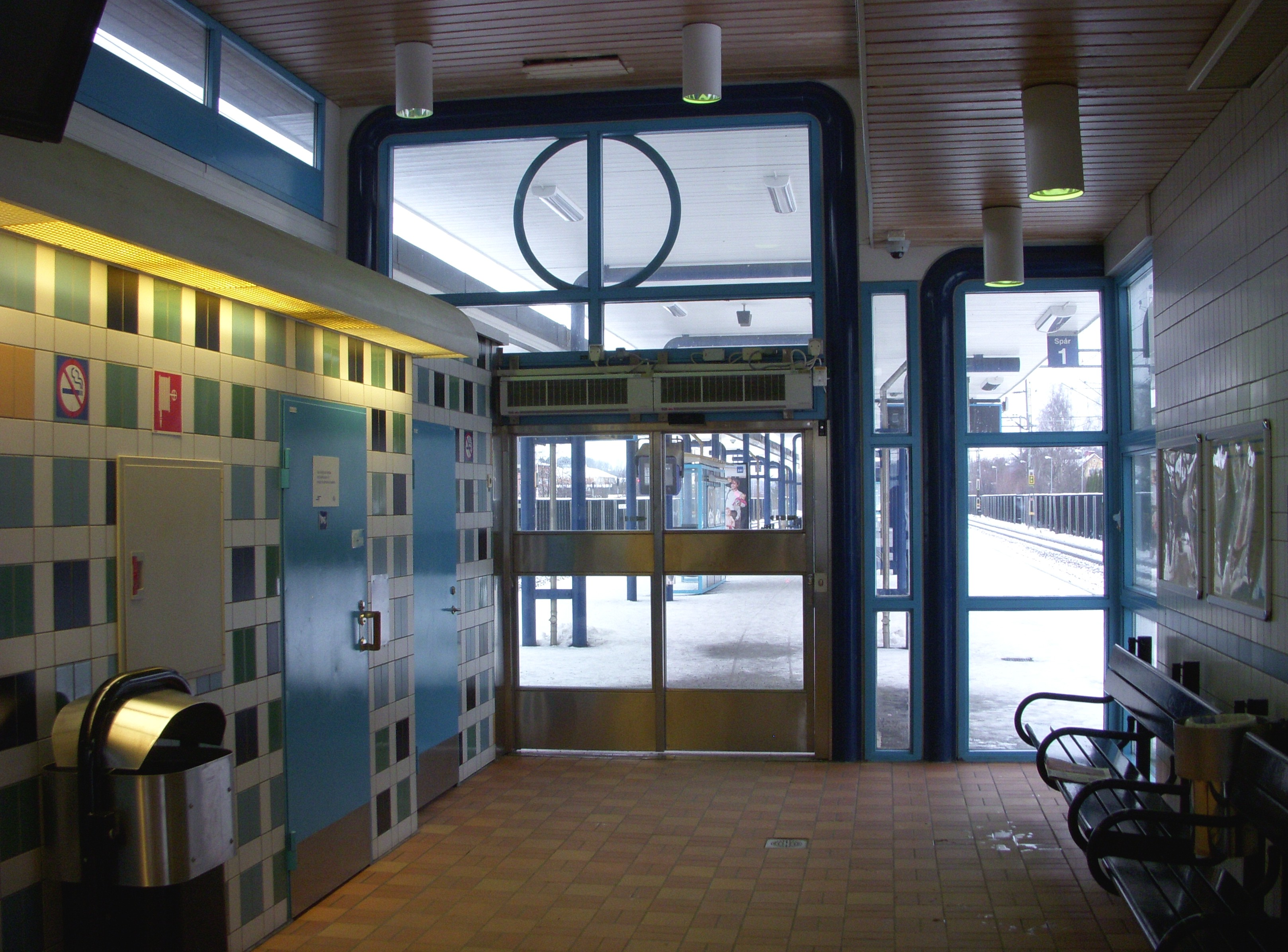
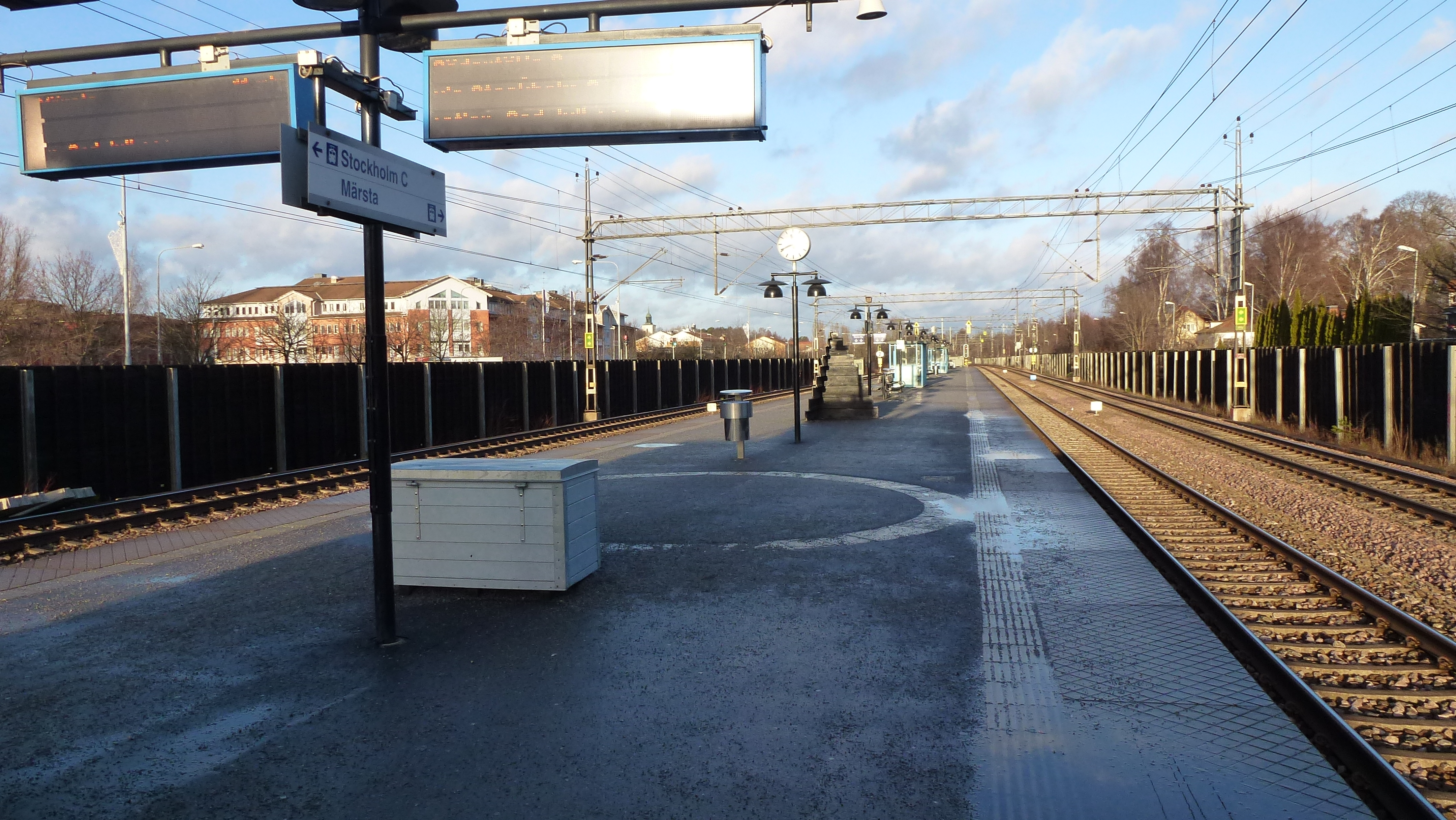
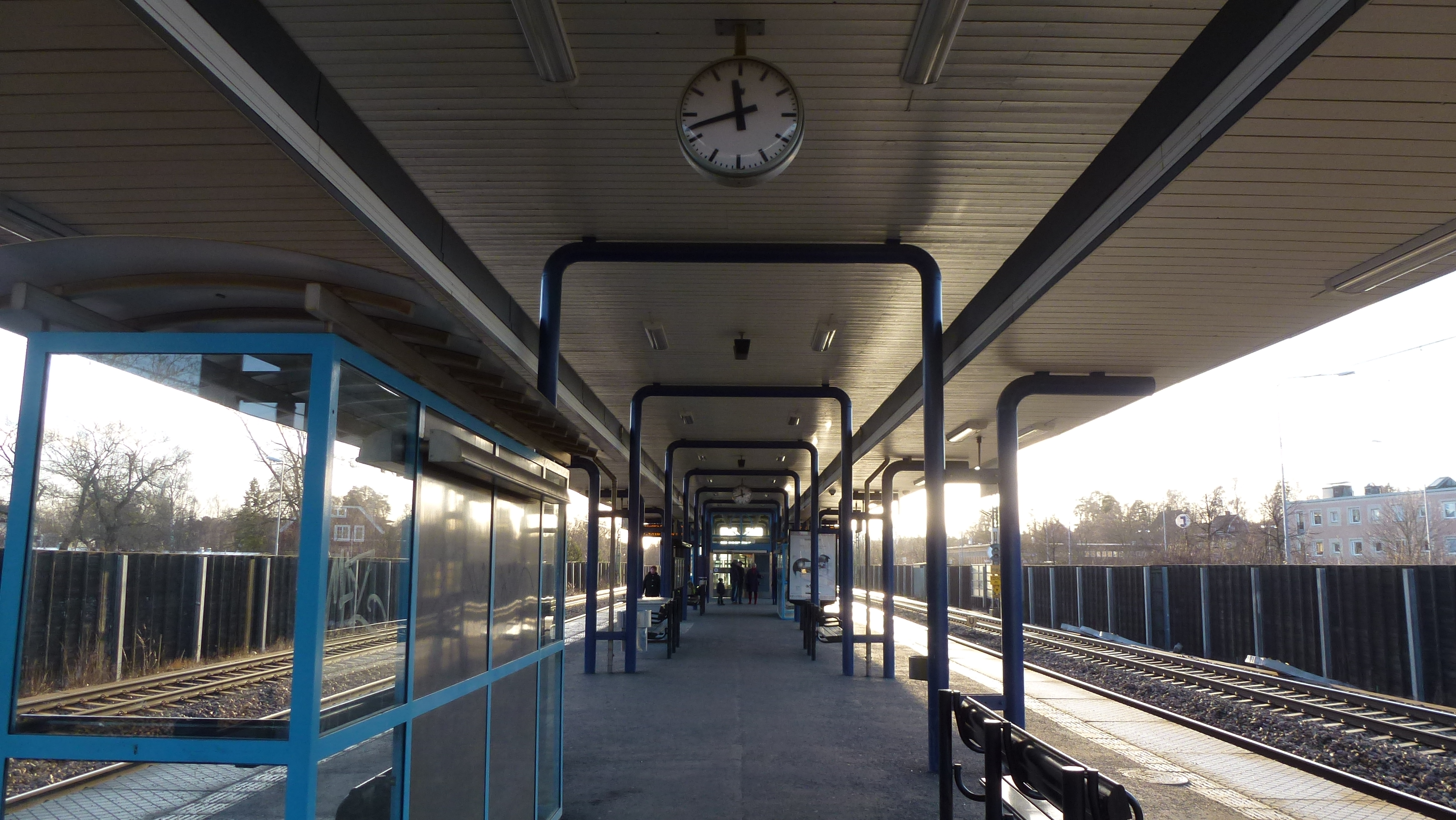
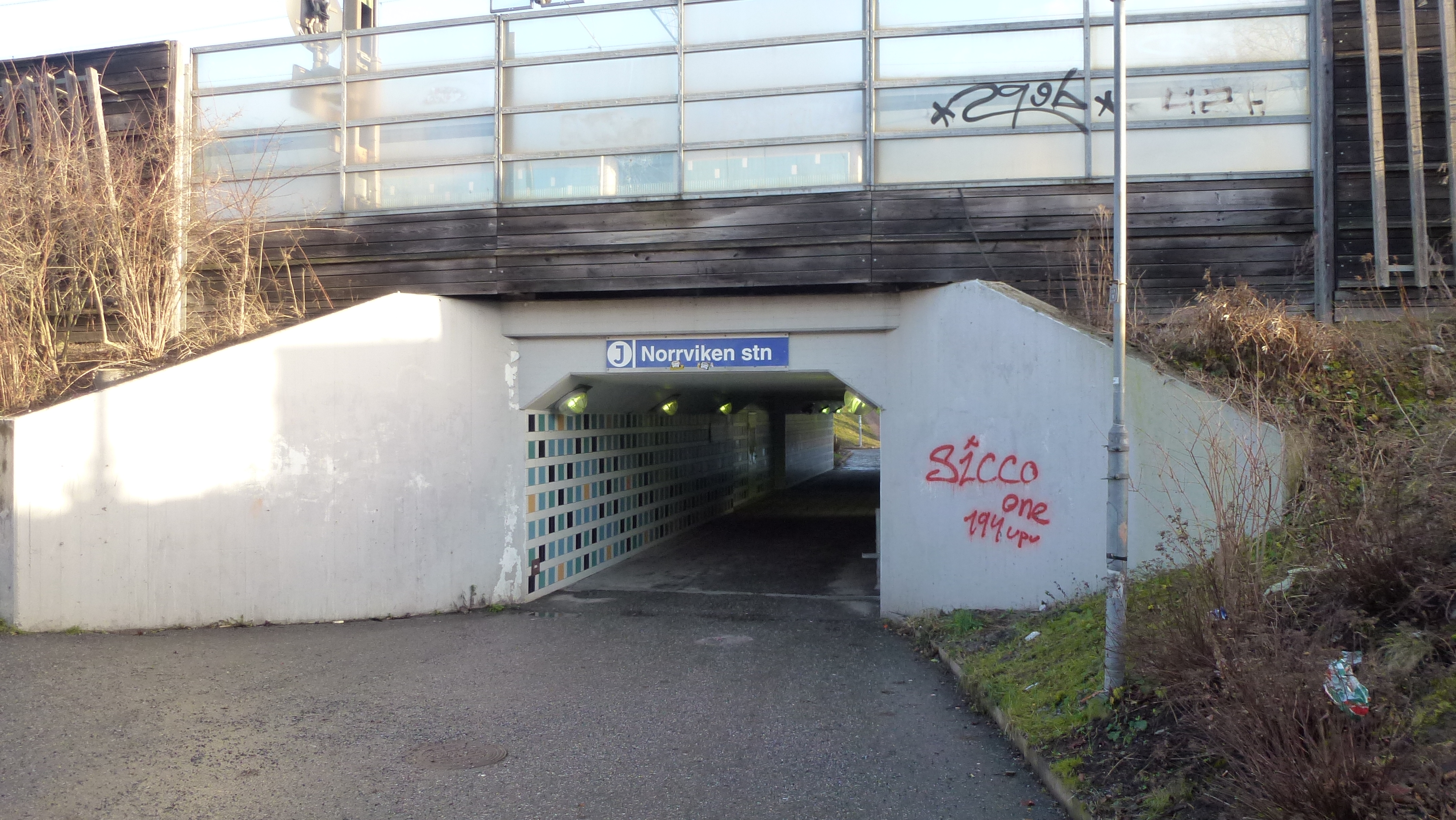
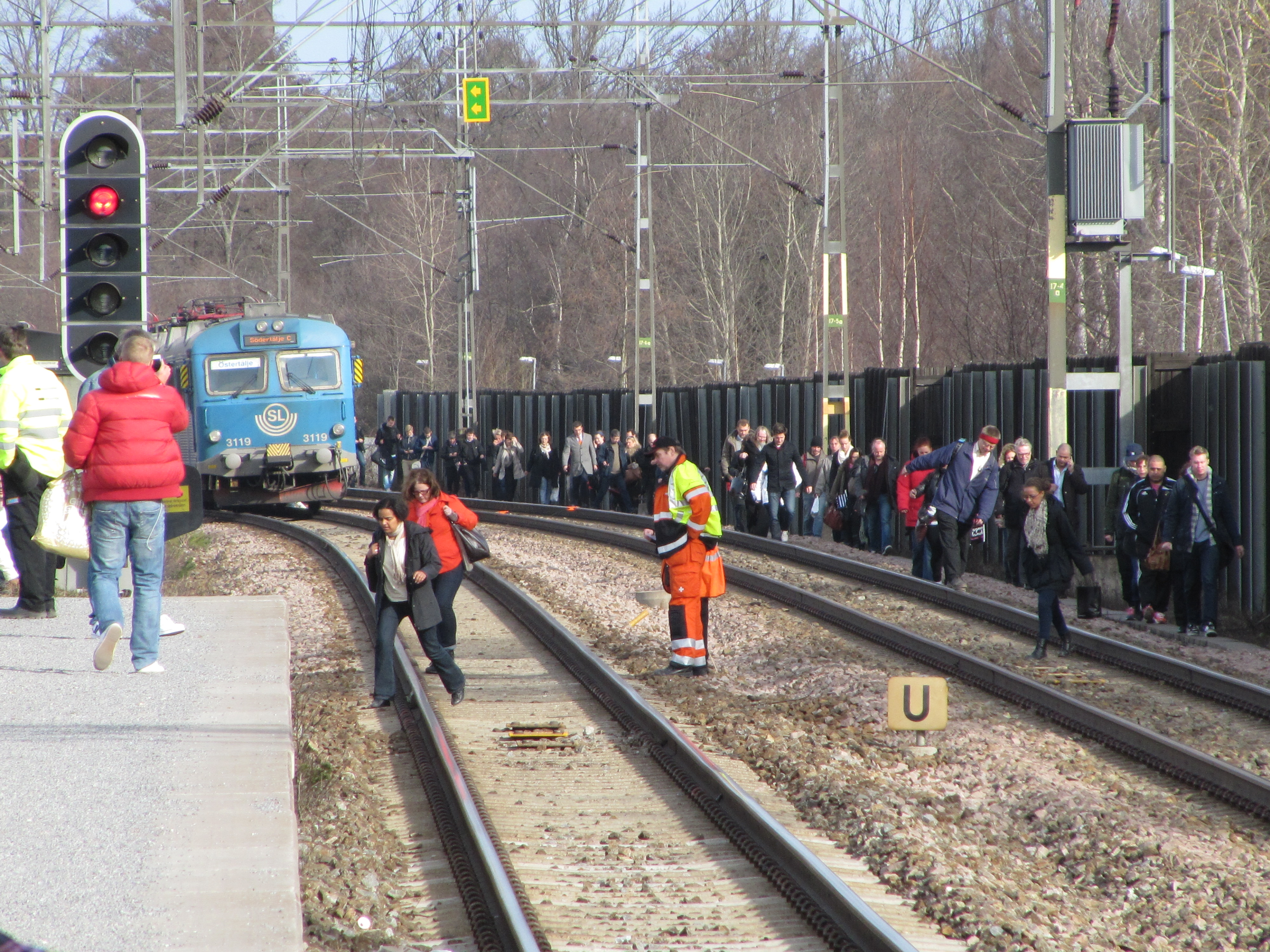
Evakuering av Pendeltåg vid Norrvikens station